# Dawerat
Dawerat (hebr. דָּבְרַת; ang. Dovrat) – kibuc położony w Samorządzie Regionu Emek Jizre’el, w Dystrykcie Północnym, w Izraelu. Członek Ruchu Kibuców.

## Położenie
Kibuc Dawerat jest położony na wysokości 167 metrów n.p.m. we wschodniej części intensywnie użytkowanej rolniczo Doliny Jezreel w Dolnej Galilei, na północy Izraela. Osada leży u podnóża północnych zboczy masywu góry Giwat ha-More (515 m n.p.m.). Okoliczny teren łagodnie opada w kierunku północnym i północno-wschodnim. W jego otoczeniu znajdują się miasto Afula, miasteczka Iksal, Dabburijja i Szibli-Umm al-Ganam, kibuc En Dor, moszaw Tel Adaszim, wieś komunalna Achuzzat Barak, oraz arabskie wioski Kafr Misr, Tamra i Na’in. Na południowy wschód od kibucu jest strefa przemysłowa Alon Tawor oraz baza wojskowa Na’ura.
Dawerat jest położony w Samorządzie Regionu Emek Jizre’el, w Poddystrykcie Jezreel, w Dystrykcie Północnym Izraela.

## Historia

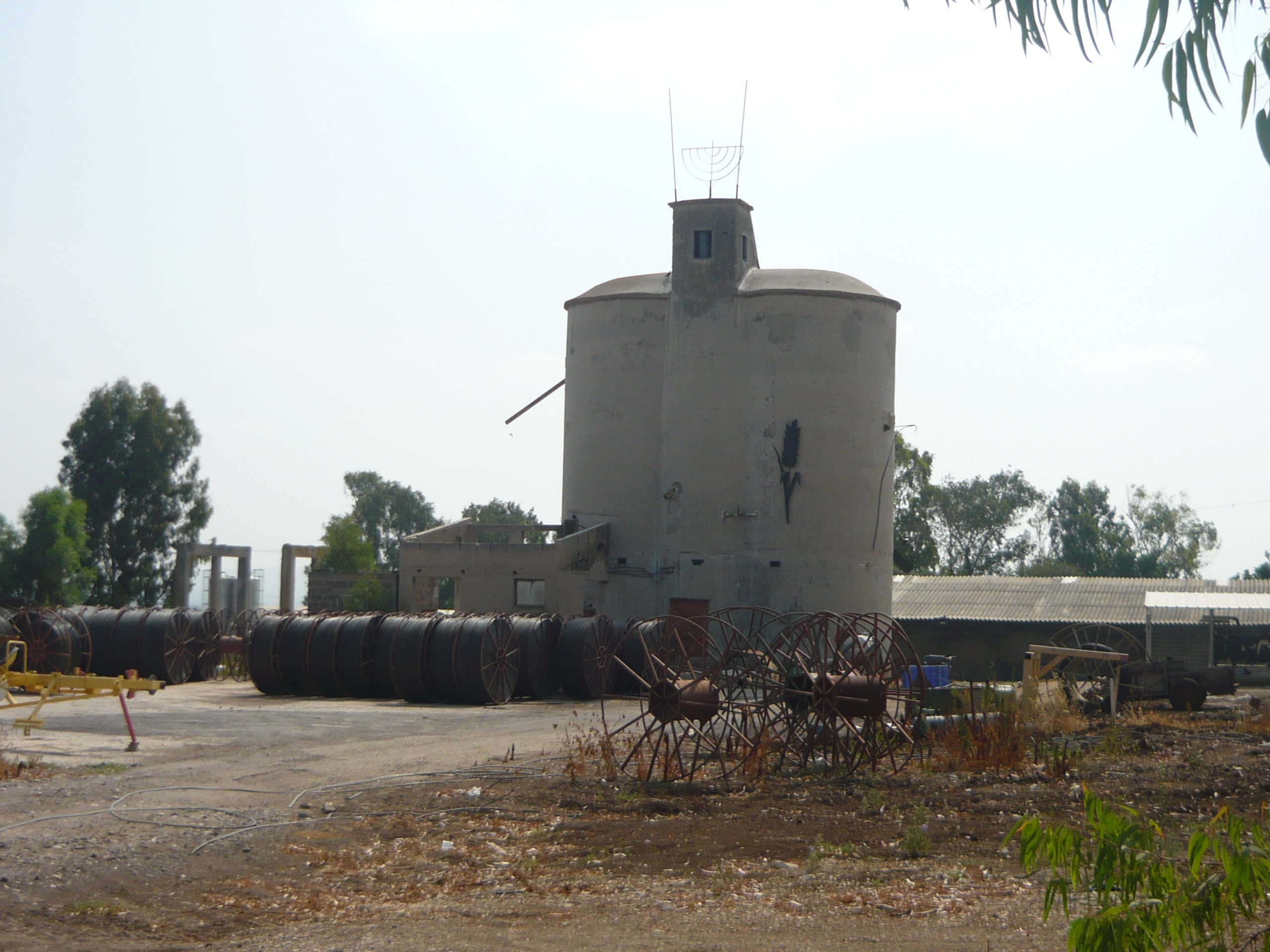
Silos zbożowy w kibucu Dawerat

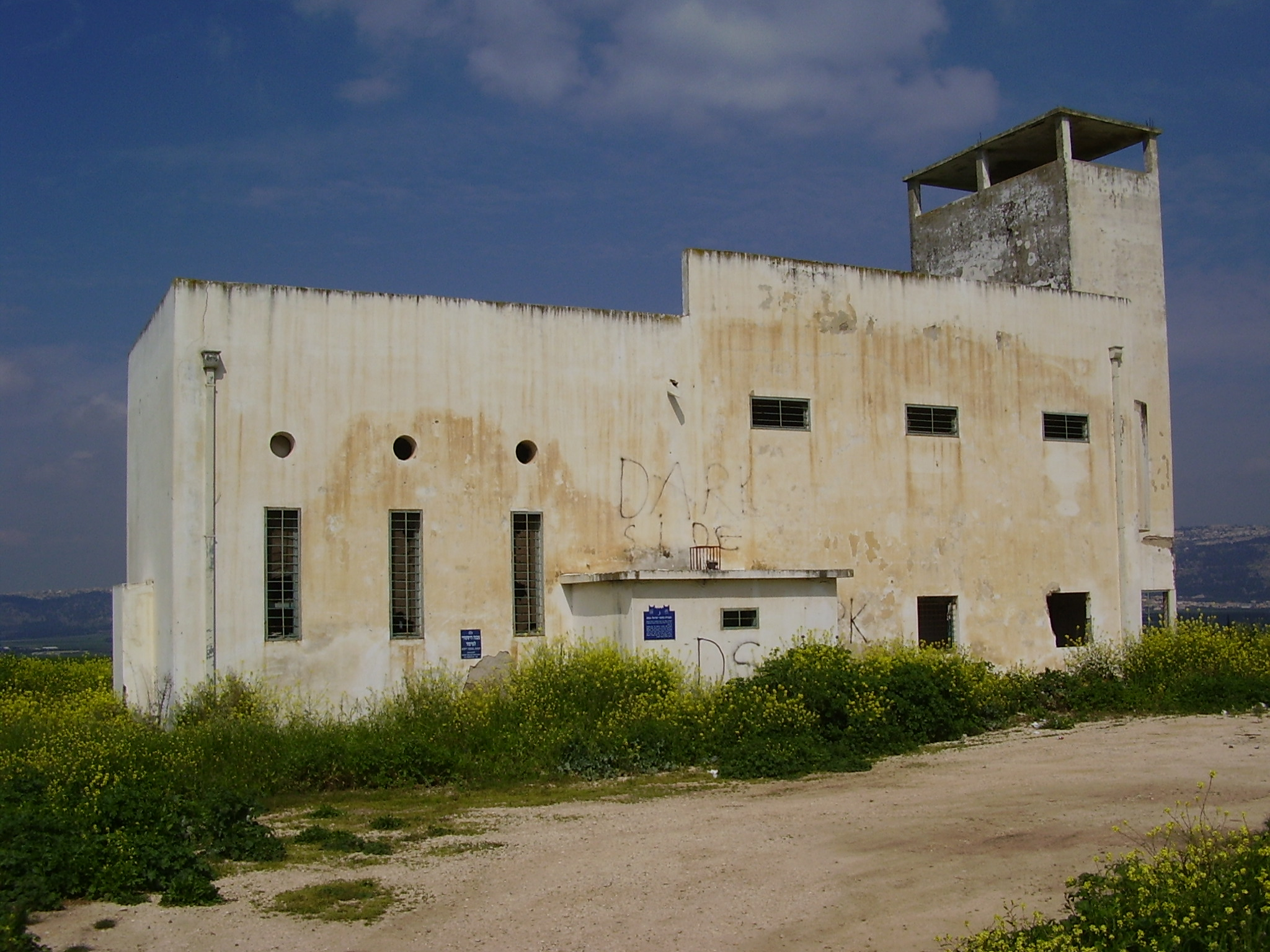
Machane Jisra’el przy kibucu Dawerat

Grupa założycielska zawiązała się w 1942 roku w kibucu En Charod. W jej skład wchodzili żydowscy imigranci z Niemiec i Austrii, którzy przed 1938 rokiem przybyli do Brytyjskiego Mandatu Palestyny. W kibucu En Charod uczyli się rolnictwa i zdobywali niezbędne doświadczenie do założenia nowej osady rolniczej. Dołączyła tam do nich grupa młodzieży z ruchu Maccabi ha-Cair, którzy przeszli szkolenie w kibucu Kefar Jechezkel. W międzyczasie organizacje syjonistyczne starały się nabyć grunty położone w rejonie opuszczonej placówki zwanej potocznie Machane Jisra’el. Aby nie przeciągać całego procesu w czasie, nowy kibuc utworzono w dniu 30 października 1946 roku. Powstał on na niewielkim skrawku ziemi uprawnej, podczas gdy organizacje syjonistyczne kontynuowały proces skupowania dalszych gruntów. W nowym kibucu zamieszkała początkowo zaledwie część grupy założycielskiej, natomiast większość osób pozostała w kibucu En Charod. Pierwsi mieszkańcy nie mieli źródła wody, którą musieli donosić pieszo. W 1947 roku Żydowski Fundusz Narodowy zakończył proces wykupu ziemi. Tymczasem w poszukiwaniu skutecznego rozwiązania narastającego konfliktu izraelsko-arabskiego w dniu 29 listopada 1947 roku została przyjęta Rezolucja Zgromadzenia Ogólnego ONZ nr 181. Zakładała ona między innymi, że kibuc Dawerat miał znaleźć się w granicach nowo utworzonego państwa żydowskiego. Arabowie odrzucili tę Rezolucję i dzień później doprowadzili do wybuchu wojny domowej w Mandacie Palestyny. W trakcie jej trwania rejon kibucu zajęły siły Arabskiej Armii Wyzwoleńczej, które sparaliżowały żydowską komunikację w całej okolicy. Ze względów bezpieczeństwa ewakuowano wówczas z kibucu wszystkie kobiety i dzieci. Następnie, w dniu 7 kwietnia 1948 roku kibuc został przeniesiony do nowej (obecnej) lokalizacji. Początkowo nazywano go Dawerat Illit. W wyniku I wojny izraelsko-arabskiej w 1948 roku siły izraelskie wysiedliły i zniszczyły wiele okolicznych wiosek arabskich. Nastąpiła wówczas poprawa sytuacji bezpieczeństwa, co umożliwiło dalszy rozwój kibucu. Po wojnie, we wrześniu 1948 roku wybudowano pierwszy dom, który służył jako dom dziecka.
Przez pierwsze lata kibuc przeżywał duże trudności ekonomiczne, jednak korzystne położenie przy ważnej drodze ułatwiło jego dalszy rozwój. W latach 90. XX wieku kibuc przeszedł przez proces prywatyzacji, zachowując kolektywną organizację instytucji kultury, edukacji i ochrony zdrowia. W jego północnej części wybudowano nowe osiedle mieszkaniowe.

### Nazwa
Kibuc został nazwany na cześć lewickiego miasta Dobrat znajdującego się na obszarze pokolenia Issachara.

## Demografia
Większość mieszkańców kibucu jest Żydami, jednak nie wszyscy identyfikują się z judaizmem. Tutejsza populacja jest świecka:

## Gospodarka i infrastruktura
Gospodarka kibucu opiera się na intensywnym rolnictwie i sadownictwie. Uprawy rolne zajmują powierzchnię około 7 tys. hektarów nawadnianych pól. Kibuc specjalizuje się w uprawach warzyw dla przemysłu spożywczego i na eksport (papryka, kukurydza, pomidory, cebula i czosnek), roślin pastewnych, melonów, dyń i słoneczników. Sady zajmują powierzchnię około 300 ha, z czego prawie 200 ha zajmują grejpfruty. Jest tu także ferma drobiu i gospodarstwo mleczne produkujące prawie 7 tys. litrów mleka rocznie. Lokalna firma cateringowa dostarcza gotowe posiłki do szkół i różnych organizacji.
W kibucu jest przychodnia zdrowia z gabinetem stomatologicznym, dom opieki nad osobami starszymi, sklep wielobranżowy, pralnia, stolarnia, warsztat mechaniczny i elektryczny, oraz stacja benzynowa.

## Transport
Z kibucu wyjeżdża się na południe na drogę nr 65, którą jadąc na południowy zachód dojeżdża się do wioski Na’in i dalej do miasta Afula, lub jadąc na wschód dojeżdża się do skrzyżowania z drogą nr 716 i dalej do miasteczka Szibli-Umm al-Ganam. Lokalna droga prowadzi na zachód do wsi komunalnej Achuzzat Barak.

## Edukacja i kultura
Kibuc utrzymuje przedszkole. Starsze dzieci są dowożone do szkół w kibucach Harduf i Jifat. W kibucu znajduje się ośrodek kultury z biblioteką, basen kąpielowy, sala sportowa z siłownią, boisko do piłki nożnej oraz korty tenisowe.

## Turystyka
Lokalną atrakcją jest położony na zachód od kibucu, Machane Jisra’el. Został on utworzony w 1925 roku w niesprzyjającym arabskim otoczeniu. Próba tego wczesnego żydowskiego osadnictwa nie powiodła się, czego pamiątką jest ten biały dwukondygnacyjny budynek. Wiąże się z nim historia kibucu Dawerat.